# Saison 3 de Chair de poule
Chronologie
Saison 2 Saison 4
Cet article présente le guide des épisodes de la troisième saison de la série télévisée Chair de poule (Goosebumps).

## Épisode 1:La Rue maudite
- États-Unis : 6 septembre 1997 sur Fox Kids
- France : 30 janvier 1998 sur France 2

- Brooke Nevin : Erin Wright
- Ben Cook : Marty Wright
- Eric Peterson : Monsieur Wright
- Karen Nickerson : Première technicienne
- Kelly Nickerson : Seconde technicienne
- Ron Stefaniuk : L'homme des piranhas

- Cet épisode est l'adaptation du roman éponyme La Rue maudite de la collection de livres Chair de poule.
- Le titre original de cet épisode est très légèrement différent du titre du livre dont il est adapté : Shocker on Shock Street pour l'épisode et A Shocker on Shock Street pour le livre.

## Épisode 2:Mon meilleur ami est invisible
- États-Unis : 8 septembre 1997 sur Fox Kids
- France : 31 décembre 1997 sur France 2

- Jon Davey : Sam Jacobs
- Dalene Irvine : Roxanne
- Darcy Weir : Brent
- Ted Simonett : Norman Jacobs
- Arlene Mazerolle : Beverly Jacobs
- Vickie Papavs : L'institutrice

## Épisode 3:La Maison du non-retour
- États-Unis : 13 septembre 1997 sur Fox Kids
- France : 31 janvier 1998 sur France 2

- Jeff Davis : Robbie
- Robin Weekes : Nathan
- Lauren Annis : Lori
- Matt Redman : Doug
- Dylan Provencher : Chris Wakely
- Lynn Vogt : Madame Wakely
- Chris Britton : Le fantôme de l'homme
- Susannah Hoffman : Le fantôme de la femme

## Épisode 4:Nuit de cauchemars
- États-Unis : 20 septembre 1997 sur Fox Kids
- France : 5 février 1998 sur France 2

- Tyler Kyte : Matt Amsterdam
- Kyle Welton : Greg Amsterdam
- Amanda Zamprogna : Pam Amsterdam
- Kathleen Laskey : Laura Amsterdam
- Martin Roach : L'homme en noir
- Anthony De Longis : Le second homme en noir

- Cet épisode est l'adaptation du roman éponyme Nuits de cauchemar de la collection de livres Chair de poule.
- On remarque donc que le titre français du livre et le titre français de l'épisode sont légèrement différents bien qu'il s'agisse évidemment de la même histoire : le premier comporte un pluriel au mot « nuit » et non au mot « cauchemar » et c'est le contraire pour le titre de l'épisode. L'épisode a été doublé et diffusé en français avant la sortie du livre en France. Aux États-Unis par contre, le même titre fut utilisé pour le livre et l'adaptation télévisuelle.

## Épisode 5:La Télécommande
- États-Unis : 27 septembre 1997 sur Fox Kids
- France : 9 février 1998 sur France 2

- Dan Warry-Smith : Seth Gold
- Trevor Ralph : Kevin Kertz
- Tabitha Lupien : Jamie Gold
- Gary Pearson : Monsieur Gold
- Catherine Bruce : Madame Gold
- David Huband : Tony

## Épisode 6:Place aux vieux
- États-Unis : 4 octobre 1997 sur Fox Kids
- France : 17 janvier 1998 sur France 2

- Kyle Downes : Tom
- Jordan Allison : Jon
- Patricia Gage : Tante Dahlia
- Kay Tremblay : Mimi
- Judy Sinclair : Lillian
- Aviva Armour-Ostroff : Employée du magasin

## Épisode 7:Les Fantômes de l'ombre
- États-Unis : 11 octobre 1997 sur Fox Kids
- France : 10 février 1998 sur France 2

- Blair Slater : Cooper Holmes
- Peter Costigan : Mickey Holmes
- Jennifer Martini : Fergie
- Rena Pauley : Madame Holmes
- Paul Miller : Monsieur Holmes
- Conrad Dunn : Grimm

## Épisode 8:Le Parc de l'horreur - Partie 1
- États-Unis : 25 octobre 1997 sur Fox Kids
- France : 24 janvier 1998 sur France 2

- Heather Brown : Lizzy Morris
- Michael Caloz : Luke Morris
- Jonathan Whittaker : Monsieur Morris
- Kirsten Bishop : Madame Morris
- Neil Crone : Blek

## Épisode 9:Le Parc de l'horreur - Partie 2
- États-Unis : 1er novembre 1997 sur Fox Kids
- France : 24 janvier 1998 sur France 2

- Heather Brown : Lizzy Morris
- Michael Caloz : Luke Morris
- Jonathan Whittaker : Monsieur Morris
- Kirsten Bishop : Madame Morris
- Neil Crone : Blek

## Épisode 10:Dans l'enfer du jeu
- États-Unis : 8 novembre 1997 sur Fox Kids
- France : 14 février 1998 sur France 2

- Benjamin Plener : Jonathan Hall
- Laura Vandervoort : Nadine Platt
- Kiel Campbell : Noah
- Sarah Osman : Annie
- Dara Perlmutter : La petite fille
- Andrew Alfsen : Le commandant de bord
- Don MacQuarrie : Le pêcheur
- Jessica Booker : La dame âgée
- Lindsay Murrell : La fille

## Épisode 11:Personne n'est parfait - Partie 1
- États-Unis : 15 novembre 1997 sur Fox Kids
- France : 11 février 1998 sur France 2

- Shawn Roberts : Brian O'Connor
- Daniel Lee : C.J.
- J.J. Stocker : Joe
- David Roemmele : Billy Brown
- Malcolm Stewart : Howard O'Connor
- Ann Turnbull : Paula O'Connor
- Sean Dick : Riley O'Connor

## Épisode 12:Personne n'est parfait - Partie 2
- États-Unis : 15 novembre 1997 sur Fox Kids
- France : 12 février 1998 sur France 2

- Shawn Roberts : Brian O'Connor
- Daniel Lee : C.J.
- J.J. Stocker : Joe
- David Roemmele : Billy Brown
- Malcolm Stewart : Howard O'Connor
- Ann Turnbull : Paula O'Connor
- Sean Dick : Riley O'Connor

## Épisode 13:La Peau du loup - Partie 1
- États-Unis : 22 novembre 1997 sur Fox Kids
- France : 18 avril 1998 sur France 2

- Keegan Macintosh : Alex Blackwell
- Nicky Guadagni : Marta Blackwell
- Ron Lea : Colin Blackwell
- James Mainprize : M. Shein
- Terra Vnesa : Hannah Stoneman
- Bucky Hill : Sean Kiner

- Cet épisode est l'adaptation du roman éponyme La Peau du loup-garou de la collection de livres Chair de poule.
- On remarque donc que le titre français du livre et le titre français de l'épisode sont légèrement différents bien qu'il s'agisse évidemment de la même histoire. L'épisode a été doublé et diffusé en français avant la sortie du livre en France. Aux États-Unis par contre, le même titre fut utilisé pour le livre et l'adaptation télévisuelle.
- Contrairement au roman, l'épisode ne se déroule pas le soir de la fête d'Halloween.

## Épisode 14:La Peau du loup - Partie 2
- États-Unis : 22 novembre 1997 sur Fox Kids
- France : 18 avril 1998 sur France 2

- Keegan Macintosh : Alex Blackwell
- Nicky Guadagni : Marta Blackwell
- Ron Lea : Colin Blackwell
- James Mainprize : M. Shein
- Terra Vnesa : Hannah Stoneman
- Bucky Hill : Sean Kiner

## Épisode 15:Le Jour des fourmis
- États-Unis : 7 février 1998 sur Fox Kids
- France : 24 décembre 1998 sur France 2

- Michael Yarmush : Dave Warren
- Mpho Koaho : Ben
- Jonathan Welsh : M. Lantz
- Catherine Disher : Mme Warren
- Michelle Mallen : Andrea Warren
- Brian Kaulback : Le livreur
- Jim Lovisek : Le vendeur de glaces

## Épisode 16:Le Mariage de la marionnette
- États-Unis : 14 février 1998 sur Fox Kids
- France : 11 avril 1998 sur France 2

- Andreanne Benidir : Jillian Zinman
- Sophie Bennett : Katie
- Wayne Robson : Jimmy O'James
- Michael Vollans : Harrison Cohen
- Karen Waddell : Connie Zinman
- Philip Shepherd : Bob Zinman

- Le livre de la série Chair de poule qui a été adapté à la télévision pour cet épisode ne fut jamais édité en français.
- Le film que regardent dans cet épisode Katie et Harrisson à la télévision est un mélange d'extraits de plusieurs épisodes de Chair de poule : Le Loup-garou des marécages (partie 1 et partie 2), Les Épouvantails de minuit et La Colo de la peur (partie 1 et partie 2).
- Cet épisode constitue la quatrième et dernière apparition du pantin Slappy dans la série.

## Épisode 17:La Petite Sœur
- États-Unis : 21 février 1998 sur Fox Kids
- France : 13 février 1998 sur France 2

- Tyrone Savage : Nicolas Morgan
- Janet-Laine Green : Martha Morgan
- Booth Savage : Tom Morgan
- Alicia Panetta : Sam
- Angelo Mosca : Le cadavre

## Épisode 18:Photos de malheur
- États-Unis : 28 février 1998 sur Fox Kids
- France : 1er mai 1998 sur France 2

- Patrick Thomas : Greg Banks
- Louis Del Grande : M. Saur
- Jennie Lévesque : Shari Walker
- Paula Barrett : Mme Banks
- Christopher Redman : Terry Banks
- Alison Acton : Marci
- Jackson Harrell : Un étudiant

- Cet épisode est la suite directe de l'épisode Dangereuses Photos de la saison 1. Il est à noter que la plupart des acteurs ne sont plus les mêmes ; ainsi par exemple Patrick Thomas remplace Ryan Gosling dans le rôle de Greg Banks.
- Cet épisode est l'adaptation du roman éponyme Photos de malheur de la collection de livres Chair de poule.

## Épisode 19:Revers de fortune - Partie 1
- États-Unis : 25 avril 1998 sur Fox Kids
- France : 14 octobre 1998 sur France 2

- Daniel Kash : Karl Knave
- Caterina Scorsone : Jessica Walters
- Gil Filar : Sam Walters
- Maggie Huculak : Sharon Walters
- Warren Benns : Matthew Erikson
- Neil Denis : Todd Erikson
- Melanie Nicholls-King : Teresa Erikson
- Cortnie Henry : Nikki
- Diane Douglass : Mme Chiller
- Derek Keurvorst : M. Bleak
- Paul Émile Frappier : M. Killman
- Tracy Dawson : La mère

- C'est le seul épisode de la série qui a trois parties.
- Cet épisode n'a pas été adapté d'un livre de la collection Chair de poule mais fut produit indépendamment.

## Épisode 20:Revers de fortune - Partie 2: Le Match de Matthew
- États-Unis : 2 mai 1998 sur Fox Kids
- France : 17 octobre 1998 sur France 2

- Daniel Kash : Karl Knave
- Warren Benns : Matthew Erikson
- Neil Denis : Todd Erikson
- Melanie Nicholls-King : Teresa Erikson
- Philip Akin : Bob Erikson
- Caterina Scorsone : Jessica Walters
- Gil Filar : Sam Walters
- Maggie Huculak : Sharon Walters
- Robert K. Sprogis : L'arbitre
- David Mucci : L'entraîneur Millard
- Peter Graham : L'entraîneur Dodger

## Épisode 21:Revers de fortune - Partie 3: Le Grand Prix de Karlsville
- États-Unis : 9 mai 1998 sur Fox Kids
- France : 18 octobre 1998 sur France 2

- Daniel Kash : Karl Knave
- Caterina Scorsone : Jessica Walters
- Gil Filar : Sam Walters
- Warren Benns : Matthew Erikson
- Neil Denis : Todd Erikson
- Maggie Huculak : Sharon Walters
- Melanie Nicholls-King : Teresa Erikson
- Philip Akin : Bob Erikson
- Chantal Quesnel : Miss Karlsville

## Épisode 22:Un prof pas comme les autres
- États-Unis : 16 mai 1998 sur Fox Kids
- France : 19 décembre 1998 sur France 2

- Michelle Risi : Becca Thompson
- Telmo Miranda : Benji
- Richard McMillan : M. Blankenship
- Ashley Taylor : Martha
- Asia Vieira : Sue
- Jane Luk : Mme Crandle

- Aux États-Unis, la nouvelle qui a été adaptée à la télévision pour cet épisode est parue dans un recueil intitulé Tales to Give You Goosebumps. Elle n'a jamais été publiée en français.
- Avant le générique de fin, la note À la mémoire de Michelle Risi apparait. Il s'agit de l'actrice qui incarne Becca dans cet épisode et qui est décédée le 4 décembre 1997 (avant la première diffusion originale) des suites d'une méningite, à l'âge de 16 ans.